# Maximinus Daia

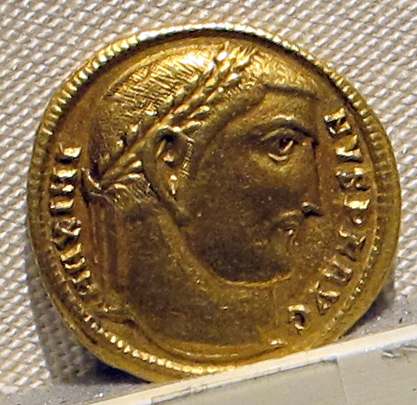
Aureus des Maximinus Daia

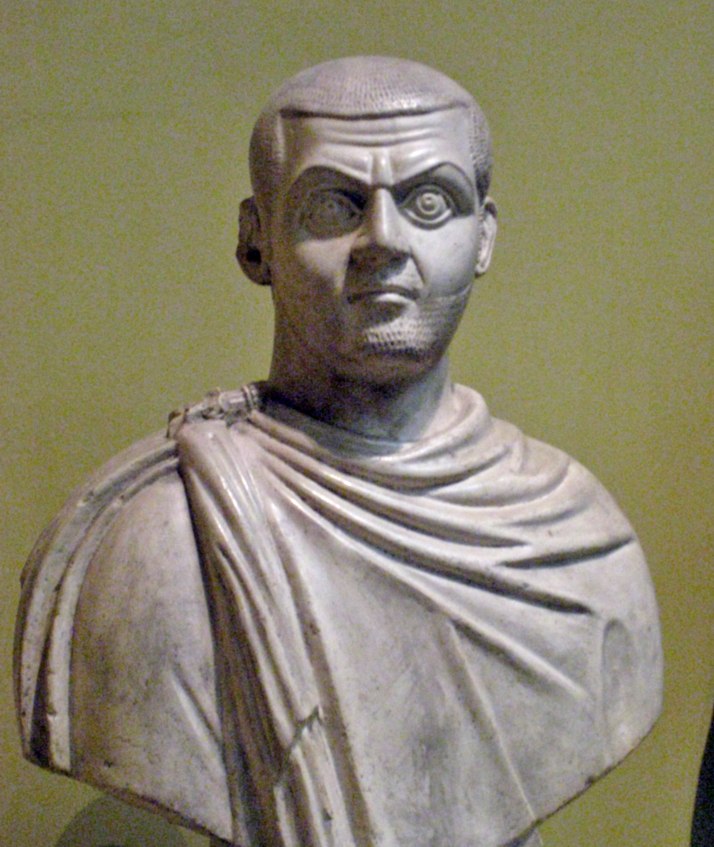
Büste des Maximinus Daia im Pushkin Museum

Gaius Galerius Valerius Maximinus (genannt Maximinus Daia, Maximinus Daza oder Maximinus II.; † August 313 in Tarsos) war ein römischer Kaiser.
Zunächst fungierte er in der zweiten Tetrarchie ab 305 als untergeordneter Mitkaiser (Caesar), ab der fünften Tetrarchie ab Mai 311 regierte er bis zu seinem Tod als Augustus den Osten des Reiches. Er ist der letzte römische Kaiser, der in den ägyptischen Königslisten als Pharao tituliert und geführt wird. Trotz des Toleranzediktes des Galerius ließ er die Christen wieder verfolgen und versuchte den Serapiskult als Staatsreligion zu etablieren. Er starb 313 im Kampf gegen seinen Konkurrenten Licinius.

## Leben
Maximinus war ursprünglich angeblich ein illyrischer Schäfer. Er stammte jedenfalls aus keiner bekannten Familie, sondern stieg in der römischen Armee auf und wurde von seinem Onkel, Galerius, der seit 293 einer der vier Kaiser im Reich war (Römische Tetrarchie), im Mai 305 adoptiert, in den Rang eines Caesar erhoben und mit der Herrschaft in Syrien und Ägypten betraut. Bereits im Jahr 308, nach der Proklamation des Licinius, beanspruchte er ebenfalls den Augustus-Titel für sich, den er ab 310 durch Akklamation seiner Soldaten führte. Diese war im ursprünglichen System der Tetrarchie so nicht vorgesehen und somit ein Teil des Prozesses der Auflösung der römischen Tetrarchie in einer Vielzahl von Bürgerkriegen.
Nach dem Tod des Galerius 311 zum senior Augustus aufgestiegen, errang Maximinus durch entschlossenes Handeln die Herrschaft über die asiatischen Provinzen. Er befahl ab 312 durchgreifende Christenverfolgungen (trotz des Toleranzedikts seines Onkels Galerius von 311) und bemühte sich gleichzeitig darum, den traditionellen Polytheismus organisatorisch zu festigen. Dabei soll er dem Wunsch der Bevölkerungsmehrheit in seinem Reichsteil entsprochen haben – eine dahingehende Bitte der Provinzbewohner von Lycia et Pamphylia ist durch eine Inschrift aus Arykanda bezeugt. Die Behauptung des christlichen Geschichtsschreibers Eusebius von Caesarea (Kirchengeschichte 9,8,2), Maximinus habe die Bevölkerung dazu gezwungen, diese Bitten zu äußern, gilt als unglaubwürdig; vielmehr musste es Maximinus angesichts der angespannten Lage darum gehen, sich beim Volk beliebt zu machen. Der Kaiser förderte insbesondere den Kult des Serapis. Seine Versuche, die nichtchristlichen Kulte jene Elemente (Armenfürsorge etc.) nachahmen zu lassen, die das Christentum immer beliebter machten, wurden später von Julian erneut aufgenommen. Als sich allerdings der Konflikt mit Licinius als unausweichlich abzuzeichnen begann, scheint Maximinus gegenüber den Christen eine versöhnlichere Haltung eingenommen zu haben.
Maximinus schloss offenbar eine Allianz mit Maxentius, der Italien beherrschte, nachdem sich sein Rivale Licinius mit Konstantin verständigt hatte. Ende 312 oder Anfang 313 kam es zu einem offenen Bruch mit Licinius; Maximinus ging in die Offensive, musste aber am 30. April eine katastrophale Niederlage in der Gegend von Heraklea hinnehmen. Er floh zuerst nach Nikomedia, dann nach Tarsos, wo er im folgenden August starb – wobei sein Tod unterschiedlich beschrieben wurde: „aus Verzweiflung“, „durch Gift“ oder „durch göttliche Gerechtigkeit“. Severianus, der ihm möglicherweise kurzzeitig nachfolgte, wurde von Licinius hingerichtet.
Maximinus wurde nach seinem Tod äußerst negativ dargestellt – die Kirchengeschichte des Eusebius stellt ihn als „Gotteshasser“ dar. Fest steht, dass Maximinus die Maßnahmen gegen die Christen bereits im November 312 wieder einstellen ließ und im Frühjahr 313 ein Toleranzedikt erließ, das auch die Rückgabe des beschlagnahmten Eigentums der Christen vorsah. Ob dies nur auf den bevorstehenden Krieg gegen Licinius zurückzuführen ist, ist unklar und umstritten.